# Urnesfibel

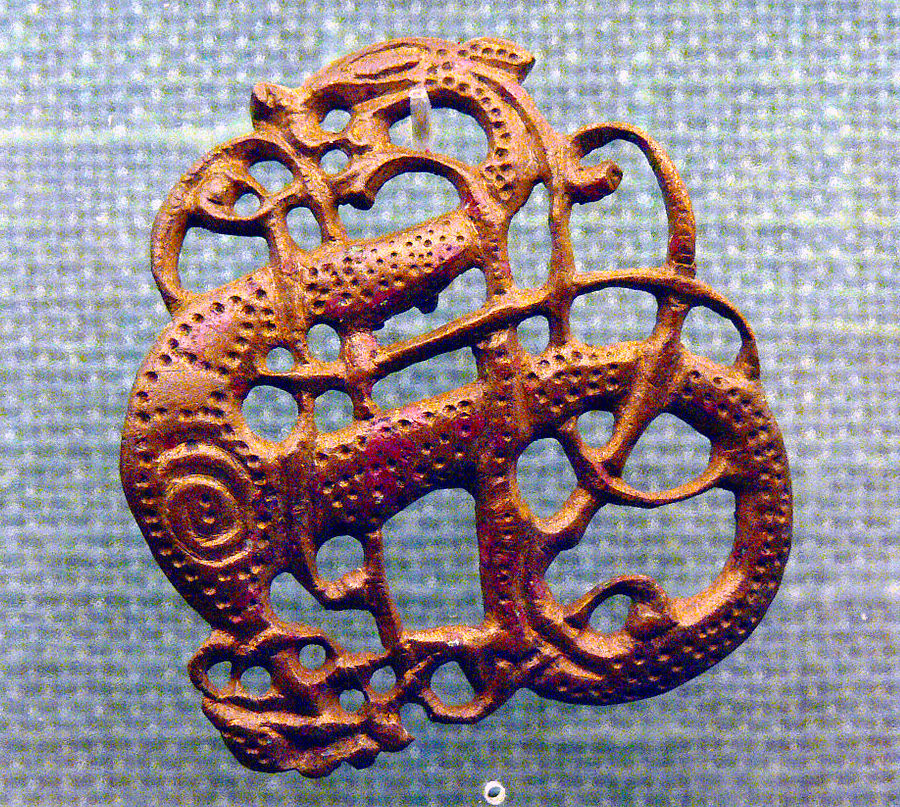
Urnesfibel von Lindholm Høje

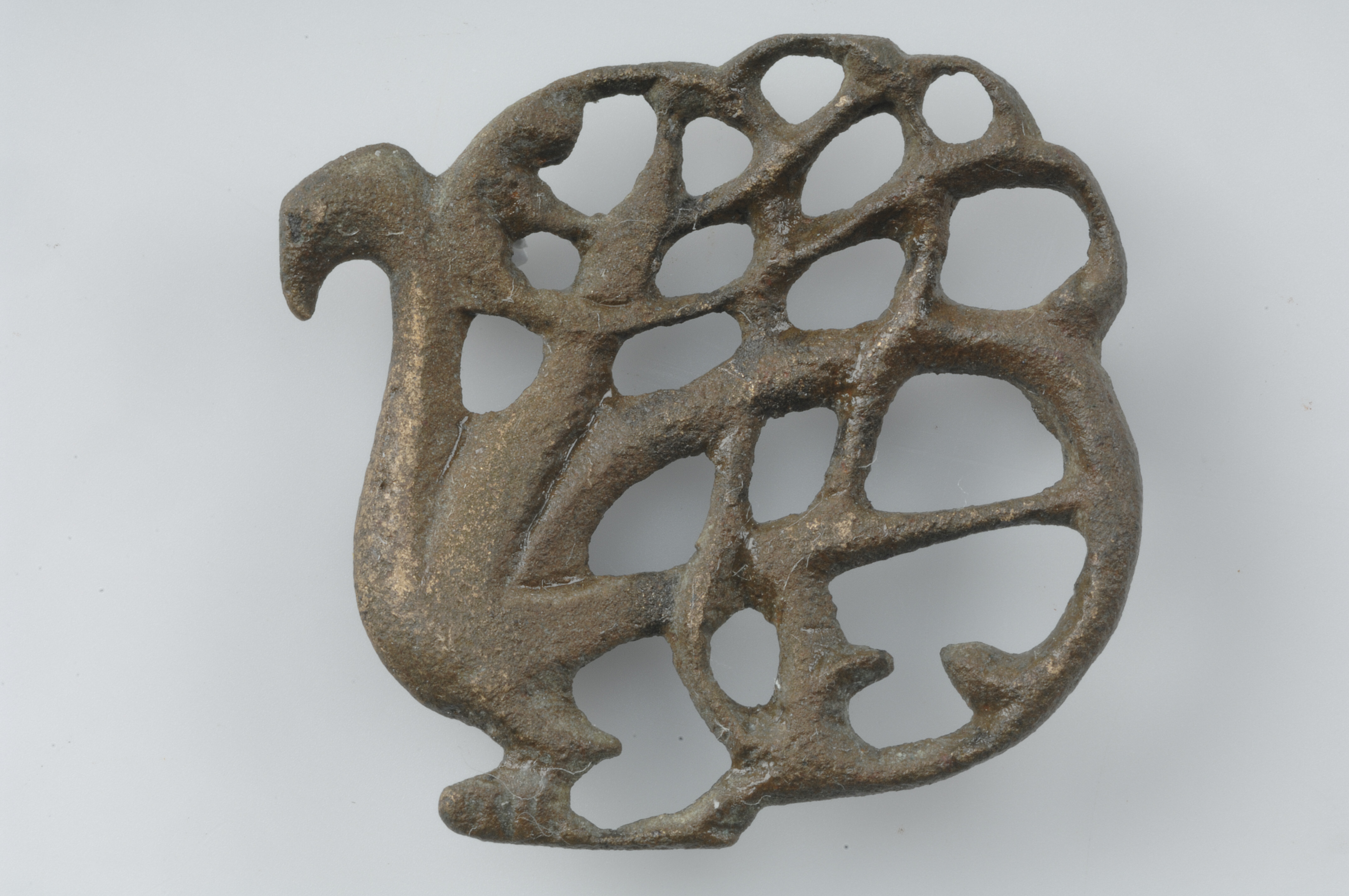
Urnesfibel aus Gårdby (Gemeinde Mörbylånga)

Die Urnesfibel, manchmal auch Drachenfibel genannt, ist eine frühmittelalterliche bzw. wikingerzeitliche Gewandspange zum Zusammenhalten der Kleidung. Die Benennung der Fibel ergibt sich aus dem Urnes-Stil bzw. den drachenartigen Wesen, die häufig im Dekor auftreten. In manchen Publikationen wird auch ein Fibeltyp der Hallstattzeit als Drachenfibel bezeichnet, hierzu siehe Schlangenfibel.

## Beschreibung
Die ganze Fibel ist als ansatzweise quadratisches Metallplättchen mit reicher Durchbruchstechnik gearbeitet. Die Vorderseite zeigt in der Regel ein nach rechts gewandtes Tierwesen (Pferd, Drache, Schlange…), dessen Rumpf, Kopf und Beine in ein ausgeprägtes Rankenmuster einander umschlingender Bänder übergehen. Teilweise sind Anklänge an die Kunst der Romanik festzustellen. Die Nadel ist mit einem einfachen Scharnier an der Unterseite der Fibel befestigt.
Urnesfibeln treten im 11. und 12. Jahrhundert als Trachtbestandteile in Skandinavien, Dänemark und Norddeutschland auf.